# Камінь із Південної Саккари

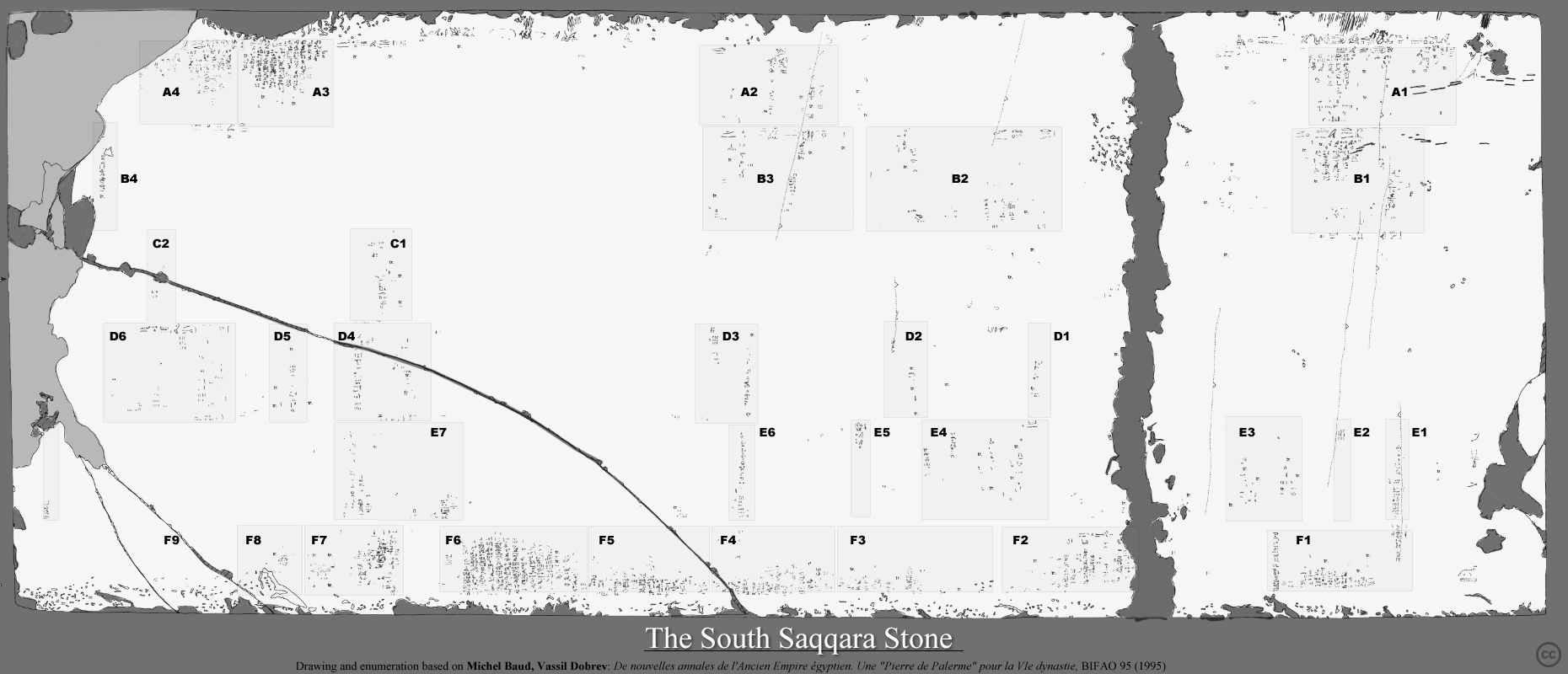
Камінь із Південної Саккари

Камінь із Південної Саккари — напівстертий перелік фараонів VI династії і результатів щорічного перепису худоби, виявлений в 1932 році французькими археологами на кришці базальтового саркофага Анхесенпепі I — дружини фараона Пепі I. Знахідка була зроблена в найзахіднішій кімнаті поховального комплексу другої дружини фараона, Іпуть II. Цей список — один з перших в історії письмових документів історичного змісту.